# La Cité sans nom
La Cité sans nom (The Nameless City) est une nouvelle de Howard Phillips Lovecraft, rédigée probablement de la mi-janvier 1921 à la fin du mois, puis publiée en novembre 1921 dans le fanzine The Wolverine.
Lovecraft y évoque pour la première fois le poète fictif Abdul al-Hazred.
La courte nouvelle de 5 070 mots est ensuite republiée dans le pulp Fanciful Tales à l'automne 1936,, puis dans Weird Tales en novembre 1938.

## Résumé

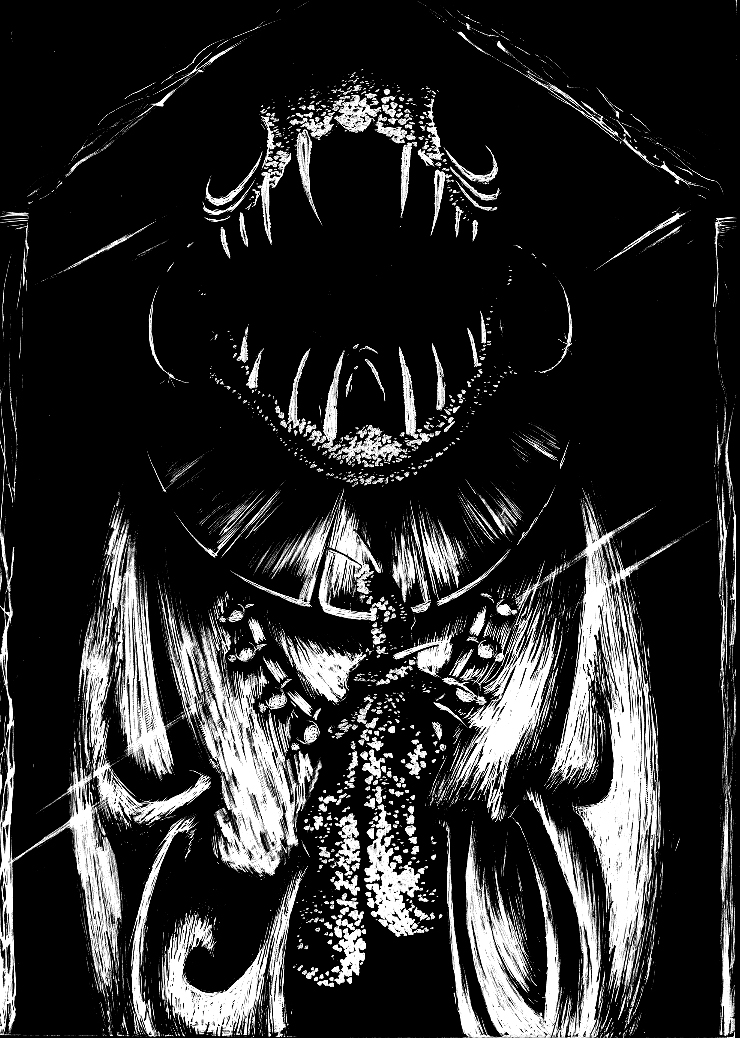
La Cité sans nom,
illustration d'Angela Sprecher.

Un explorateur découvre une cité enfouie au milieu du désert arabe. Au plus profond des tunnels, il découvre des fresques évoquant une attaque de la ville ainsi que des momies d'êtres reptiliens. Il finit par comprendre que ceux-ci étaient les habitants de la cité. Il conclut que l'arabe dément Abdul al-Hazred avait rêvé de cet endroit avant d'écrire ces vers :
« That is not dead which can eternal lie

And with strange aeons even death may die »
« N'est pas mort ce qui à jamais dort,

Et dans les ères peut mourir même la Mort. »